# Burggasse-Stadthalle
Burggasse-Stadthalle – jedna ze stacji metra w Wiedniu na Linia U6. Została otwarta 7 października 1989. 
Znajduje się na granicy 7. Neubau i 15. Rudolfsheim-Fünfhaus dzielnic Wiednia. Nazwa stacji pochodzi od Burggasse, głównej ulicy Neubau, oraz od wybudowanej w latach 1953-1958 Wiener Stadthalle.